# Kikuchi Takemitsu
Kikuchi Takemitsu (菊池武光, 1319-1373) est un général issu du clan Kikuchi de l'époque Nanboku-chō de l'histoire du Japon. Il combat aux côtés de l'empereur avec le prince Kanenaga (fils de l'empereur Go-Daigo). Sa bataille la plus connue se déroule dans Kyūshū.

## Source de la traduction
- (en) Cet article est partiellement ou en totalité issu de l’article de Wikipédia en anglais intitulé « Kikuchi Takemitsu » (voir la liste des auteurs).